# Prince Valiant (película de 1997)
Prince Valiant (en España, Las aventuras del príncipe Valiente) es una película británica de 1997, del género de aventuras, dirigida por Anthony Hickox y protagonizada por Stephen Moyer, Katherine Heigl, Thomas Kretschmann, Joanna Lumley, Ron Perlman y Edward Fox. Es una adaptación libre de la extensa historieta de Prince Valiant de Harold Foster, en la que Valiente debe luchar contra los vikingos y una hechicera para salvar el reino.

## Argumento
La historia está basada en el mito del Rey Arturo. Un joven e inexperto escudero, Valiente, disfrazado de Sir Gawain, es enviado para acompañar a la princesa galesa Lady Ilene, una invitada a Camelot, en su camino de regreso a casa. Desconoce que mientras tanto, la hermana malvada de Arturo, Morgana, ha recuperado un libro de hechizos de la tumba de Merlín y ha convencido al señor de la guerra vikingo Sligon, gobernante del reino de Thule, para robar la espada mágica Excalibur durante un torneo de justa.
Valiente y la princesa se vuelven parte de la lucha de "quien sostiene la espada gobierna el mundo" que los lleva a ambos al amor y a Valiente a su destino principesco, ya que resulta que él es el heredero legítimo del trono de Thule. El usurpador es asesinado por su también malvado hermano Thagnar. Durante la confrontación final, con la ayuda del gobernante de Thule, Boltar, Morgana es destruida, Thagnar muere, y Valiente rescata a la princesa Ilene y recupera Excalibur.

## Reparto
- Stephen Moyer - Príncipe Valiente
- Katherine Heigl - Ilene
- Thomas Kretschmann - Thagnar
- Edward Fox - Rey Arturo
- Udo Kier - Sligon
- Joanna Lumley - Morgana
- Warwick Davis - Pechet
- Ron Perlman - Boltar
- Anthony Hickox - Príncipe Gawain